# Stathmopoda sentica
Stathmopoda sentica is een vlinder uit de familie Stathmopodidae. De wetenschappelijke naam van de soort is voor het eerst geldig gepubliceerd in 1899 door Lower.